# Estación Graneros
Graneros es una estación ferroviaria ubicada en la comuna de Graneros, en el kilómetro 69,9 de la línea Longitudinal Sur. Es detención del servicio Tren Rancagua-Estación Central.

## Historia

### SigloXIX
Con la construcción del ferrocarril hacia el sur de Chile, el tramo Angostura-Rancagua dónde se cuentra esta sección fue inaugurado el 25 de diciembre de 1859.

### SigloXX
A 1922 la estación contaban con un desvío local, un desvío hacia el molino La Compañía, el edificio de la estación y una bodega.
En 1938 EFE hizo la contratación para la construcción de la bodega definitiva de la estación.
En el año 1990 se inauguró el servicio Metrotrén, conectando Santiago con Rancagua y San Fernando. La estación de Graneros se convirtió en una parada de este recorrido.

### SigloXXI

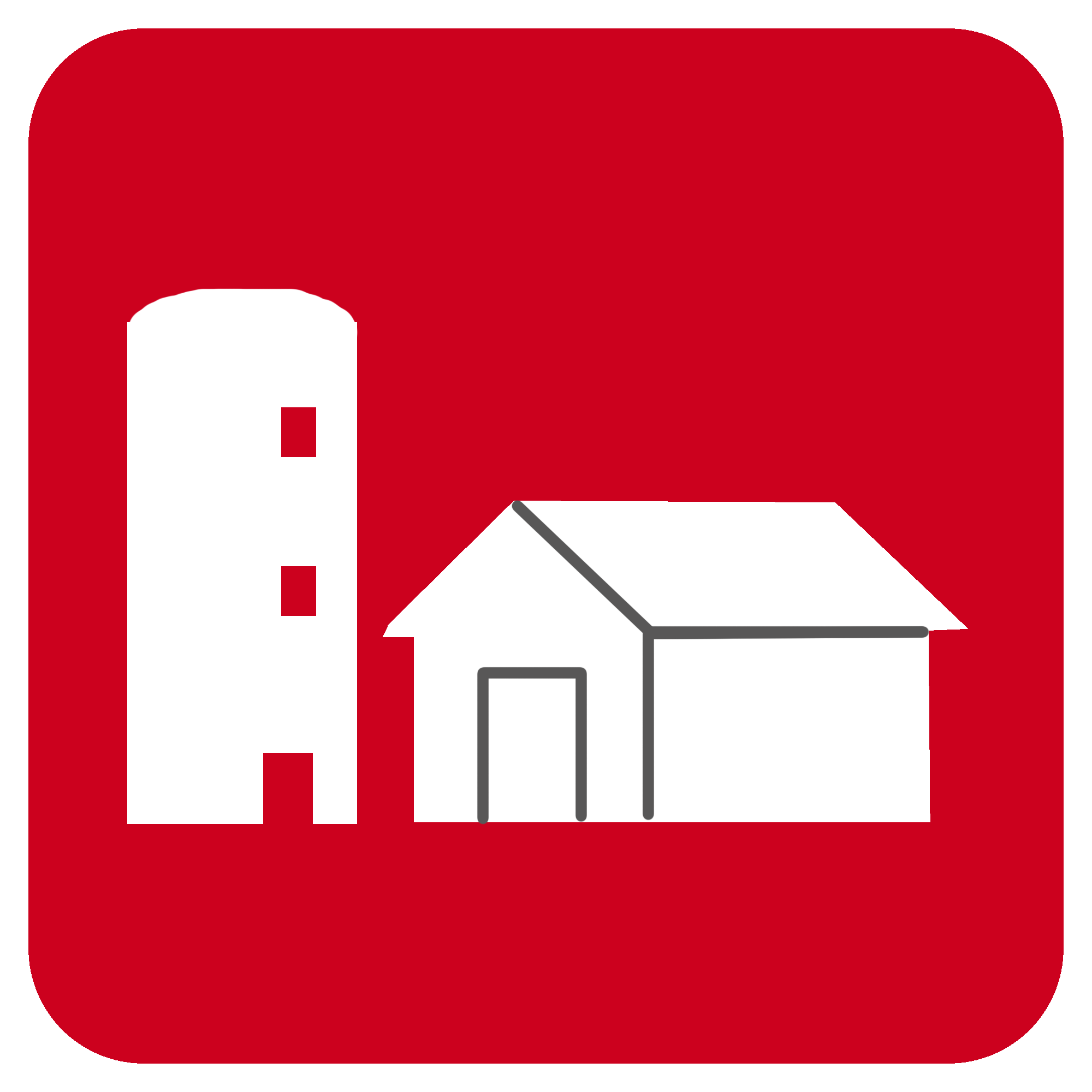
Pictograma que identificaba a la estación en 2001.

En 2015 se firma un acuerdo para la construcción de paso bajo nivel vehicular por debajo del recinto estación en Av. La Compañía. El paso es inaugurado en octubre de 2019.
La antigua estación de pasajeros de Graneros, una estructura de madera con pisos de baldosas blancas, sufrió un progresivo deterioro. Tras el terremoto de 2010, las últimas partes de su estructura se derrumbaron, quedando pocos rastros del edificio original. Cerca del emplazamiento de la antigua estación, se construyó una nueva infraestructura que, desde 2017, sirve como detención de los trenes que ofrecen servicio para pasajeros.
El 11 de novimebre de 2017 un incendio destruyó las bodegas de la estación.

## Intraestructura
Cuenta con un patio de rieles característico de las estaciones ubicadas en la red sur, además de una caseta de movilización, y 2 andenes iluminados para atender a los pasajeros del Tren Rancagua-Estación Central.

## Servicios

### Actuales
Actualmente la estación es punto de detención para los servicios del tren Rancagua-Estación Central y tren San Fernando-Estación Central.